# Ruschia bijliae
Ruschia bijliae är en isörtsväxtart som beskrevs av L. Bol. Ruschia bijliae ingår i släktet Ruschia och familjen isörtsväxter. Inga underarter finns listade i Catalogue of Life.